# Группа классов идеалов
Группа классов идеалов дедекиндова кольца — это, грубо говоря, группа, позволяющая сказать, насколько сильно в данном кольце нарушается свойство факториальности. Эта группа тривиальна тогда и только тогда, когда дедекиндово кольцо является факториальным. Свойства дедекиндова кольца, касающиеся умножения его элементов, тесно связаны с устройством этой группы.

## Определение
Пусть R — целостное кольцо, определим отношение {\displaystyle \sim } на его ненулевых дробных идеалах следующим образом: {\displaystyle I\sim J} тогда и только тогда, когда существуют ненулевые элементы a и b кольца R, такие что {\displaystyle (a)I=(b)J}, легко показать, что это задаёт отношение эквивалентности. Классы эквивалентности по этому отношению называются классами идеалов. Умножение классов, определенное как [a]*[b] = [ab] корректно определено, ассоциативно и коммутативно; главные дробные идеалы образуют класс [R], являющийся единицей для этого умножения. Класс [I] имеет обратный к нему класс [J] тогда и только тогда, когда идеал IJ главный. В общем случае такой J может не существовать и классы идеалов будут всего лишь коммутативным моноидом.
Если R к тому же является дедекиндовым кольцом (например, кольцом алгебраических чисел некоторого алгебраического числового поля), то у каждого дробного идеала I существует обратный J, такой что IJ = R = (1). Следовательно, классы дробных идеалов дедекиндова кольца с определенным выше умножением образуют абелеву группу, группу классов идеалов кольца R.

## Свойства
- Группа классов идеалов тривиальна тогда и только тогда, когда все идеалы кольца R главные, то есть когда R является областью главных идеалов. При этом дедекиндово кольцо факториально тогда и только тогда, когда оно является областью главных идеалов.
- Число классов идеалов кольцо R в общем случае может быть бесконечным; более того, любая абелева группа изоморфна группе классов некоторого дедекиндова кольца[1]. Однако если R — кольцо целых числового поля, его число классов конечно.
- Вычисление группы классов в общем случае является довольно трудным. Это можно сделать вручную для алгебраического числового поля с малым дискриминантом, используя границу Минковского[англ.]. Для полей с большим дискриминантом вычисление вручную становится непрактичным, и его обычно проводят при помощи компьютера.

## Примеры

### Число классов квадратичного поля
Если d — число, свободное от квадратов, то {\displaystyle \mathbb {Q} ({\sqrt {d}})} является квадратичным полем. Если d < 0, группа классов тривиальна только для следующих значений: {\displaystyle d=-1,-2,-3,-7,-11,-19,-43,-67,-163.} Что касается случая d > 0, до сегодняшнего дня остаётся открытой проблемой вопрос о том, бесконечно ли число значений, которым соответствует тривиальная группа классов.

### Пример нетривиальной группы классов
{\displaystyle R=\mathbb {Z} [{\sqrt {-5}}]} — кольцо целых числового поля {\displaystyle \mathbb {Q} ({\sqrt {-5}}).} Это кольцо не является факториальным; действительно, идеал
{\displaystyle J=(2,1+{\sqrt {-5}})}
не является главным. Это можно доказать от противного следующим образом. На {\displaystyle R} можно определить функцию нормы {\displaystyle N(a+b{\sqrt {5}})=a^{2}+5b^{2}}, причем {\displaystyle N(ab)=N(a)N(b)} и {\displaystyle N(x)=1} тогда и только тогда, когда x обратим. Прежде всего, {\displaystyle J\neq R}. Факторкольцо по идеалу {\displaystyle (1+{\sqrt {-5}})} изоморфно {\displaystyle \mathbb {Z} /6\mathbb {Z} }, поэтому {\displaystyle R/J\cong \mathbb {Z} /2\mathbb {Z} }. Если J порожден элементом x, то x делит 2 и 1 + √−5. Следовательно, норма x делит 4 и 6, то есть равна 1 или 2. Она не может быть равна 1, так как J не равен R, и не может быть равна 2, так как {\displaystyle a^{2}+5b^{2}} не может иметь остаток 2 по модулю 5. Легко проверить что {\displaystyle J^{2}=(2)} — главный идеал, поэтому порядок J в группе классов равен 2. Однако проверка того, что все идеалы принадлежат одному из этих двух классов, требует чуть больших усилий.